# Zambia en los Juegos Olímpicos de la Juventud 2018
Zambia compitió en los Juegos Olímpicos de la Juventud 2018 en Buenos Aires, Argentina, celebrados entre el 6 y el 18 de octubre de 2018. Su delegación obtuvo una medalla plateada y una medalla de bronce en los juegos.

## Medallero
| Presea        | Oro | Plata | Bronce | Total |
| ------------- | --- | ----- | ------ | ----- |
| Total oficial | 0   | 1     | 1      | 2     |

## Disciplinas

### Ecuestre
Zambia clasificó a un corredor en base a su clasificación en el Ranking FEI World Jumping Challenge.
- Salto ecuestre individual - 1 atleta

### Hockey sobre césped
Zambia clasificó un equipo masculino en esta disciplina.
- Torneo masculino - 1 equipo